# Karl Freller

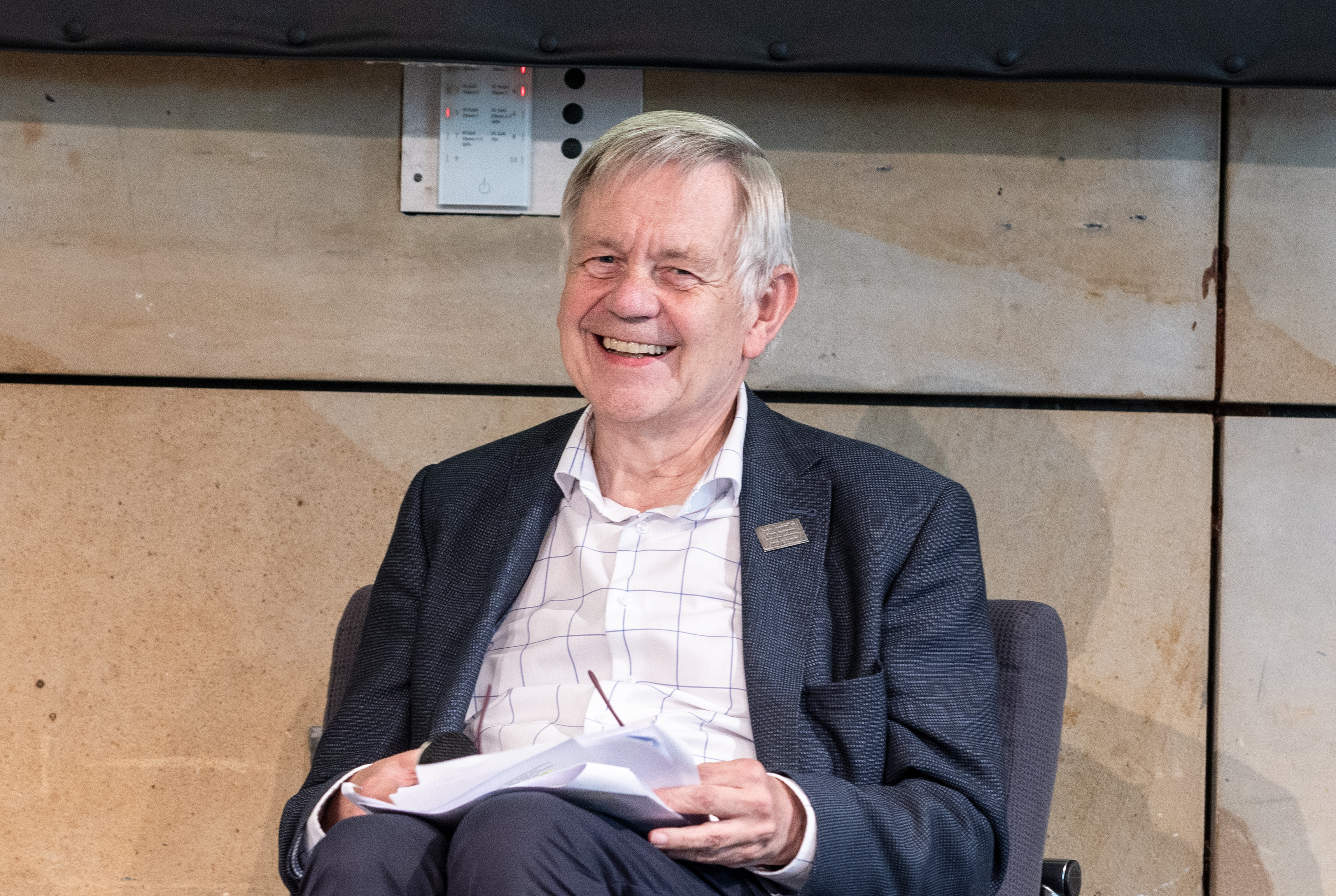
Karl Freller (2024)

Karl Freller (* 2. März 1956 in Schwabach) ist ein deutscher Politiker (CSU). Er ist seit 1982 Abgeordneter des bayerischen Landtages und war von 2018 bis 2023 dessen erster Vizepräsident.

## Leben
Freller besuchte die Wirtschaftsschule und das Adam-Kraft-Gymnasium.
Im Jahr 1982 wurde er als 26-Jähriger vom letzten Listenplatz aus in den Bayerischen Landtag gewählt und war in der Geschichte des Parlaments bis zur Landtagswahl 2018 der jüngste Abgeordnete. Zuvor war Freller als Religionslehrer im kirchlichen Dienst an verschiedenen Schularten in Nürnberg und Schwabach, zuletzt an der Staatlichen Realschule Schwabach, tätig. Von 1975 bis 1977 war er Redakteur beim Schwabacher Tagblatt. Von 1986 bis 1994 war er jugendpolitischer Sprecher und von 1994 bis 1998 bildungspolitischer Sprecher der CSU-Fraktion.
Von Oktober 1998 bis Oktober 2007 war Karl Freller Staatssekretär im Bayerischen Staatsministerium für Unterricht und Kultus. Seine Zuständigkeit umfasste neben dem Schulbereich den Sport, die Jugendarbeit, die Politische Bildung (u. a. Gedenkstätten) und den Kontakt zu den Kirchen. Freller vertrat den Freistaat Bayern in der Deutschen Sportminister- und in der Deutschen Jugendministerkonferenz. Er war von 2000 bis 2007 Vorstandsvorsitzender der Stiftung Bildungspakt Bayern.
Ab dem 17. Oktober 2007 war Karl Freller stellvertretender Fraktionsvorsitzender, ab 2013 auch Schatzmeister der CSU-Landtagsfraktion im Bayerischen Landtag. Vom 5. November 2018 bis zum 30. Oktober 2023 war Freller einer von fünf Vizepräsidenten des Bayerischen Landtags. Er ist Mitglied des Ausschusses für Staatshaushalt und Finanzfragen. Er vertritt den Stimmkreis Nürnberg-Süd (Mittelfranken) im Landtag. Er ist der am längsten amtierende Landtagsabgeordnete in Deutschland.
Außerdem ist Freller seit Dezember 2007 Direktor der Stiftung Bayerische Gedenkstätten und trägt damit auch Verantwortung für die KZ-Gedenkstätten Dachau und Flossenbürg. 2014 wurde er mit dem Rabbiner-Spiro-Preis ausgezeichnet. Bis 2009 war er im Ehrenamt Vizepräsident des Bayerischen Roten Kreuzes.
Freller führt den CSU-Kreisverband Schwabach seit 1991 und ist stellvertretender Bezirksvorsitzender des CSU-Bezirksverbandes Nürnberg/Fürth/Schwabach.
Er ist verheiratet und hat drei Kinder, darunter Birgit Freller. Er ist römisch-katholischer Konfession.